# Mammoth (film 2009)
Mammoth è un film del 2009 diretto da Lukas Moodysson con Michelle Williams e Gael García Bernal, in concorso alla 59ª edizione del Festival internazionale del cinema di Berlino. Il film indaga sui molteplici aspetti della globalizzazione e si sofferma sulle difficoltà a cui vanno incontro due famiglie provenienti da società completamente diverse.
Il titolo si riferisce a una costosa penna fatta con l'avorio di mammut che nel film viene regalata al padre di famiglia Leo. Inoltre può rimandare a una poesia scritta dal regista svedese che si intitola "Vår Frälsare nergrävd som en Mammut" (Il nostro Salvatore seppellito come un Mammut).

## Trama
Leo e Ellen Vidales sono una coppia alto-borghese di New York. Vivono in un bell'appartamento con la loro figlia Jackie di sette anni e mezzo. Leo è il creatore di un popolare sito di videogames, il suo manager lo trascina continuamente in giro per il mondo a firmare contratti. Ellen è un chirurgo che svolge i turni notturni, un lavoro alienante che le procura ansia ed insonnia. Entrambi i genitori sentono il bisogno di passare più tempo con Jackie, specialmente Ellen, che fa di tutto per attirare le attenzioni di sua figlia nei brevi momenti che passano insieme. Jackie in realtà più che alla madre è affezionata alla balia filippina di nome Gloria. Gloria ha due bambini, Manuel di 7 anni e Salvador di 10, che vivono nelle Filippine. Ha scelto di lavorare all'estero allo scopo di assicurare ai suoi figli una bella casa e un futuro più sicuro, ma spesso i figli le telefonano perché sentono la sua mancanza.
Salvador nelle Filippine inizia a cercare lavoro nella speranza di convincerla a tornare a casa, ma presto si accorge che nessuno è disposto a pagare un bambino a meno che il lavoro non sia davvero degradante come la raccolta dei rifiuti nelle enormi discariche a cielo aperto. Cocciuto nel suo disperato bisogno di un lavoro, Salvador finisce ad essere vittima inconsapevole del turismo sessuale minorile. Una mattina viene ritrovato in fin di vita e portato in ospedale d'urgenza, dove si rimetterà e potrà finalmente ricongiungersi a sua madre Gloria, tornata in fretta nelle Filippine per stare vicino ai suoi figli. L'improvvisa partenza della balia lascia a Jackie un grande senso di mancanza ma pone le basi per un ricongiungimento con sua madre.
Nel frattempo Leo è partito malvolentieri per un viaggio di lavoro in Thailandia. Si preannuncia un contratto molto redditizio perché il suo manager gli regala una penna costosissima fatta con l'avorio ricavato da un mammut. A Bangkok, Leo si accorge di quanto quel posto sia stato investito dagli effetti negativi della globalizzazione. Per le strade le persone indossano una mascherina contro l'inquinamento e c'è una bombola di ossigeno in ogni stanza di albergo. I turisti invadono la città e le donne si prostituiscono legalmente come segno di cortesia. Quando il suo manager fa sapere a Leo che per firmare il contratto ci vorrà più tempo del previsto perché non vuole scendere al di sotto di 45.000 dollari, Leo ha la sensazione che anche il suo lavoro sia uno sfruttamento per quel popolo.
In attesa che si giunga ad un accordo, Leo si prende del tempo per visitare un'isola al largo della Thailandia sperando di poter alloggiare in un luogo più naturale. In un night club incontra una giovane prostituta. È dispiaciuto della sua condizione e le offre molti soldi affinché torni a casa. La ragazza resta colpita dal suo comportamento eccezionale e il giorno seguente si reca da lui per proporgli una visita gratuita del luogo. La sera hanno un rapporto sessuale ma Leo il giorno dopo se ne pente immediatamente. Ordina al suo manager di concludere il contratto a qualsiasi condizione e ritorna a New York, lasciando alla ragazza la sua penna di mammut. Nel finale si scopre che anche la ragazza è madre di una bambina che ha dovuto abbandonare per cercare un lavoro. Dalla penna che le ha lasciato Leo riesce a ricavare pochi dollari, non sapendo il reale valore che possieda.

## Produzione
Il budget del film è stato di circa 10 milioni di dollari. Le riprese si sono svolte in Thailandia (nell'isola di Koh Lanta), nelle Filippine (a Morong, Sabang e Subic), nella città New York e in Svezia, a Trollhättan.

## Distribuzione
Il film è uscito per la prima volta nei cinema svedesi il 21 gennaio 2009. A febbraio è stato presentato in concorso al Festival internazionale del cinema di Berlino. Fra il 2009 e il 2010 è stato proiettato nelle sale di oltre 30 paesi del mondo ma non in Italia. Gli incassi non hanno coperto le spese del film.

## Accoglienza
Il Festival di Berlino e i media svedesi hanno espresso il loro disappunto accusando il regista di aver prodotto un film misogino il cui messaggio è quello di lasciare le donne a casa con i figli. Il giornalista Per Gudmundson della Svenska Dagbladet scrive che per Moodysson "le donne lavoratrici conducono gli uomini all'infedeltà e provocano la morte dei propri figli". Roger Ebert del Chicago Sun-Times ha sostenuto che "il film intende far sentire in colpa gli occidentali per il fatto che a queste persone importa più di noi che di loro stessi". Il regista si è giustificato dicendo che non era sua intenzione trasmettere queste idee e che il suo film intendeva narrare le difficoltà e le connessioni fra due famiglie provenienti da società molto diverse nell'era della globalizzazione.

## Curiosità
Durante le riprese del film nella città di Trollhättan, a Michelle Williams fu comunicata la morte di Heath Ledger, padre di sua figlia di 3 anni.

## Premi e candidature
- 2009 – Festival internazionale del cinema di Berlino
  - Nomination Orso d'oro al miglior film
- 2009 – Cinemanila International Film Festival
  - Nomination Lino Brocka al miglior film
- 2009 – Guldbagge Award
  - Migliore produzione cinematografica
- 2009 – Festival di Kosmorama
  - Nomination Premio Kosmorama al miglior film